# Allium altaicum
Espèce
Classification phylogénétique
Synonymes
- Allium ceratophyllum Besser ex Schult. & Schult.f.[1]
- Allium microbulbum Prokh.[1]
- Allium sapidissimum R.Hedw.[1]
- Allium saxatile Pall. 1766  superfluous name, also homonym not M.Bieb. 1798[1]

Allium altaicum est une espèce de plantes à fleurs du genre Allium et de la famille des Amaryllidacées. C'est une plante bulbeuse vivace originaire de Russie (Krai de l'Altaï, Bouriatie, Kraï de Transbaïkalie, Irkoutsk, Tuva, Oblast de l'Amour), de Mongolie, du Kazakhstan et du nord de la Chine (Mongolie intérieure, Heilongjiang et Xinjiang),.

## Description
Allium altaicum forme des bulbes ovoïdes atteignant 4 cm de diamètre. La hampe florale est ronde en coupe transversale et atteint 1 m de haut. Les feuilles sont rondes, jusqu'à 50 cm de long. Les fleurs sont jaune pâle, de près de 20 mm de diamètre. L'ovaire a la forme d'un œuf ; les étamines sont plus longues que les tépales,.